# Chiesa di San Michele (Ferrara)
La chiesa di San Michele Arcangelo è una chiesa sconsacrata del centro di Ferrara, situata in angolo tra via del Turco e piazzetta San Michele.

## Storia
Edificata nel X secolo è una della chiese più antiche della città. Dipendente dal momento della costruzione dall'abbazia di San Bartolo, fu poi affidata ai cistercensi di Santa Maria in Aula Regia di Comacchio.
Venne ricostruita nel 1479 nello stile architettonico quattrocentesco che presenta ancora oggi. Dal 1561 al 1767 fu concessa in iuspadronato della famiglia Canani, che operò ad abbellire il soffitto della chiesa con pitture raffiguranti san Michele e gli evangelisti. Alla metà del XVII secolo fu dipinto il san Michele nella nicchia al di sopra dell'ingresso.
Spogliata di ogni opera d'arte durante l'insediamento napoleonico a Ferrara, rimase tuttavia aperta al culto e nel 1806 divenne parrocchia. Nel 1843 fu restaurata nella facciata ed intonacata.
La chiesa venne soppressa nel 1932 e traslata nella Chiesa di San Michele del Gesù nonostante le proteste dei parrocchiani. A partire dal 1980 è stata sede di un laboratorio di restauro. Dal 2012 è utilizzata come mercatino dell'ADO.
L'ex chiesa è stata messa in vendita nel 2019 dalla famiglia Piella ed è stata acquistata dalla stilista Francesca Liberatore.

## Architettura
L'edificio, realizzato in mattoni di cotto a vista, presenta le linee architettoniche caratteristiche delle chiese cittadine quattrocentesche. La facciata a capanna è tripartita da tre archi ciechi, a tutto sesto quello centrale e rampanti i laterali. Il portale quadrangolare è incorniciato da una sobria decorazione in cotto. Il fronte laterale è scandito da otto archi ciechi a tutto sesto. L'abside semicircolare fu aggiunta nel XVI secolo mentre le finestre rettangolari in epoca ancora più tarda rispetto alla ricostruzione dell'edificio.
All'interno è ancora presente sul soffitto il dipinto di Gregorio Gregori con la Vittoria di san Michele sugli angeli ribelli.